# Популизам
Популизам (од лат. populus — народ) јесте политичка оријентација или становиште које се односи на интересовања и схватања целокупне популације (попут нада и страхова), нарочито када представља контраст нове колективне свести уперен против важећих статус кво интереса било којег доминантног политичког сектора.
Политичке партије и политичари често користе термине популиста и популизам као погрдне термине уперене против својих политичких противника. Таквим становиштем се гледа на популизам као оријентацију која је у емпатичним односима са јавношћу (нарочито кроз реторику или нереалне предлоге), у циљу повећања демагошке свести у политичком сектору. Заснива се на манихејском ставу у којем нема средине, постоји само ми (народ) и они (елита) која жели да оствари своје интересе на уштрб народа.

## Академске дефиниције
Академске дефиниције популизма су умногоме варирале током векова, а термин је често био коришћен на много лабавих и недоследних начина — да би се означиле жалбе на народ, демагогија и CATCH ALL политика, као ознака за нове врсте странака чије класификације су нејасне. Фактор за који се традиционално сматра да умањује вредност ’популизма’ као категорије био је, како Маргарет Канован наводи у својој студији Популизам из 1981, тај да — за разлику од конзервативаца или социјалиста — популисти ретко себе називају ’популистима’ и обично одбацују тај термин онда када им је упућен. Ипак, последњих година, академици су створили дефиниције популизма које омогућавају популистичку идентификацију и поређење. Данијел Албертази и Данкан Макдонел дефинисали су популизам као идеологију која гарантује честит и хомоген скуп људи против скупа елита и опасних „других” који су заједно описани као они који лишавају (или покушавају да лише) суверен народ њихових права, вредности, просперитета, идентитета и гласа.
Уместо да сагледа популизам у смислу посебних социјалних база, економских програма, проблема бирачких тела (о чему често дискутује десно крило популизма), овај тип дефиниције је у складу са приступима научника као што су Ернесто Лаклау, Пјер-Андре Тагијеф, Ив Мени и Ив Сирел, од којих су сви тежили да се фокусирају на популизам сам по себи радије него да га третирају као поткласу других идеологија.
Иако у САД и Европи тренутно постоји тежња да популизам буде повезан са десничарским партијама, централно начело популизма прокламује да демократија треба да одражава чисту и непомућену вољу народа, што значи да он лако може да се сврста и међу десничарске и левичарске идеологије. Међутим, док су лидери популистичких покрета у последњих неколико деценија тврдили да се налазе на левој или десној линији политичког спектра, постојало је и много популиста који одбацују такве класификације и тврде да не припадају ни левом ни десном крилу.
Иако се термин популиста у медијима и политичким дебатама најчешће користи као негативан, постоје изузеци, нарочито у Сједињеним Америчким Државама. У овом случају, изгледа врло вероватно да је то због сећања и традиције ранијих демократских покрета (на пример: пољопривредних покрета, покрета Њу дил, као и покрета за грађанска права) који се често називају популистички подједнако од стране њихових присталица, али и оних који то нису.
Неки научници тврде да популистичка организација за оснаживање представља повратак старијих „аристотеловаца”, односно политике хоризонталних интеракција међу једнакима, која је другачија у погледу решавања проблема јавног значаја. Популизам обухвата леве и десне политичке облике, чак и оне централне, као и облике који окупљају групе и појединце различитих страначких ставова. Употреба популистичке реторике у Сједињеним Државама недавно је обухватила и одреднице као што су „моћни судски адвокатски лоби”, „либерална елита” или „холивудска елита”. Примери популистичке реторике са друге стране политичког спектра су антикорпоративни погледи покрета „Окупирајте Вол стрит” на тему „Две Америке” 2004. године у председничкој кампањи кандидата Демократске странке Џона Едварда.
Популисти су од стране неких политичара виђени као у великој мери демократске и позитивне снаге у друштву, док крило учених у областима политичких наука тврди да су популистички масовни покрети и рационални, као и тода уводе нестабилност у политичке процесе. Канованова тврди да су оба супротстављена става неисправна. Она је дефинисала две основне гране популизма у светским оквирима: аграрни и политички, и издвојила седам његових различитих поткатегорија.

### Аграрни
- Робни фармерски покрети са радикалним економским плановима, као што је „Америчка народна партија” са краја 19. века.
- Натурални сељачки покрети, као што су полицијске снаге „Источноевропског зеленог устанка”, које су пратиле Први светски рат.
- Интелектуалци романтичног погледа на сељаке и пољопривреднике који се баве тешким радом, изградња радикалних аграрних покрета попут оног руског народники/народничество.

### Политички
- Популистичка демократија, укључујући и позиве за више политичко учешће путем реформи, као што је коришћење популарног референдума.
- Популизам политичара у знаку не-идеолошких жалби за „народ”, у циљу да се изгради јединствена коалиција.
- Реакционарски популизам, попут беле побуне коју је организовао Џорџ Волас.
- Популистичка диктатура коју је установио Жетулио Варгас у Бразилу.[14]

## Фашизам и популизам
Научници су тврдили да су се популистички елементи понекад појављивали и у оквиру ауторитарних или фашистичких покрета. Завереничко жртвовање запослених од стране разних популистичких покрета може створити „колевке фашизма”. Национални социјалистички популизам је био у некој врсти интеракције и омогућио је фашизам у међуратној Немачкој. У овом случају, узнемирени популисти средње класе су у периоду пре нацистичког вајмарског периода мобилисали свој бес на власт и направили крупан бизнис. Нацисти су ’паразитирали’ на облицима и темама популиста, преселивши своје припаднике далеко на десну страну путем идеолошких жалби које укључују демагогију, испаштања и завереништво. Према Фричеу:
Нацисти су исказали популистичку чежњу за конституентима средње класе, истовремено се залажући за јаку и антимарксистичку мобилизацију против ’неприродне’ поделе странака и организованих интересних група. Национални социјалисти су сматрали себе представницима заједнице, наводно издате и запуштене немачке јавности... Ломећи социјалне баријере статуса и касти, славећи макар популистички реторички идеал народног заједништва.
У Аргентини се 1940. године појавио локални бренд ауторитарног популизма познат као „перонизам”, по Хуану Перону. Настао је из интелектуалног ауторитарног покрета 1920-их и 1930—их година који је делегитимисао демократију.

## Историја

### Европа

#### Класични популизам
Реч популизам потиче од латинске речи populus што значи народ (у смислу ’нације’, као у синтагми „римски народ” — populus romanus, не у смислу ’вишеструких појединих лица’ као у реченици „Данас нас посећују неки људи.”). Стога се популизам залаже за владавину народа у целини (то јест, масе). Ово је у супротности са аристократијом, синархијом или плутократијом, од којих свака представља идеологију која заступа владавину малих привилегованих група над масом.
Популизам је чест политички феномен у историји. Популари су били незванична фракција у Римском сенату, чије присталице су познате по свом популистичком дневном реду. Они су покушали да владају мобилисаним масама Римљана. Неки од најпознатијих су Тиберије Грах, Гај Марије, Јулије Цезар и Цезар Августус, од којих су сви — на крају — користили референдум да би заобишли римски Сенат и апеловали на људе директно.

#### Рани модерни период у Европи
Популизам је порастао током реформације. Протестантске групе попут анабаптиста формирале су идеју о идеалним теократским друштвима, у којима би сељаци били у стању да сами читају Библију. Покушаји да се оваква друштва установе одвијали су се током немачког Сељачког рата (1524—1525) и Минстерске буне (1534—1535). Сељачки покрет на крају није успео, како су градови и племићи склопили мир са кнежевским војскама, које су обновиле стари поредак у име Карла V ког је у немачким питањима заступао његов млађи брат Фердинанд. Исти услови допринели су избијању Енглеске револуције од 1642—1651, познате и под називом Енглески грађански рат. Овакви услови су довели до ширења идеологија и политичких покрета међу сељацима, самозапосленим занатлијама и људима радничке класе у Енглеској. Многе од ових група су имале догматска протестантска верска убеђења. Међу њима су били и пуританци.

#### Немачка
Фридрих Лудвиг Јан, лутерански свештеник, професор на Универзитету у Берлину и „отац гимнастике” увео је концепт фолкстум, расни појам чије се значење ослања на суштину једног народа који је изгубљен у Индустријској револуцији. Адам Милер је отишао и корак даље, излагањем државе као веће јединице од државне институције. Ова патерналистичка визија аристократије која се бави друштвеним поретком имала је тамну страну и она се састојала у томе што су насупрот силама модерности стајали Јевреји за које се говорило да изједају државу. Популизам је такође имало улогу у покретању подршке средње класе за нацистичке партије током Вајмарске републике. У овом случају, узнемирени популисти средње класе су, у периоду пре вајмарских нациста, усмерили свој бес на државу и крупне бизнисмене.

#### Француска
У касном 18. веку, Француска револуција — иако на челу са богатим интелектуалцима — такође је могла бити описана као манифестација популистичког сентимента против елитистичких ексцеса и привилегија старог режима.
У Француској, популистичка и националистичка слика била је више мистична, метафизичка и литерарна у стварности. Историчар Жил Мишле (некада се називан и популистом) спојио је национализам и популизам схватањем људи као мистичног јединства, који су уједно покретачка снага историје у којој божанство налази своју сврху. Мишле посматра историју као борбу између духа и материје; он тврди да Француска има посебно место, јер су Французи постали ’један народ’ кроз једнакост, слободу и братство. Због тога је он веровао да француски народ никада не може да греши. Мишлеове идеје нису социјализам, нити рационална политика, будући да његов популизам увек смањује, или чак маскира социјалне класне разлике.
Током 1950-их, Пјер Пужад је био вођа десничарског популистичког покрета „Унија одбране трговаца и занатлија” (фр. Union de défense commerçants et artisans). Жан-Мари ле Пен (који је био најмлађи посланик УДЦА у 1950) може се окарактерисати као популиста десног крила или екстремно десни популиста. Француски Национални фронт, на чијем је челу тренутно Марин ле Пен, једна је од најуспешнијих популистичких партија у Европи.

#### Италија
Пример модерног популизма може се проучавати на примерима садашње италијанске политике. Када је Силвио Берлускони ушао у политику 1994. године са својом новом партијом Напред Италијо, створио је нову врсту популизма усмереног ка контролу медија. Берлускони и његови савезници победили су на трима изборима: 1994. године, 2001. године и — са својом новом десничарском партијом Народ слободе — 2008. години; био је премијер Италије скоро десет година, уз мноштво скандала који су га обележили.
Још једна италијанска популистичка партија је Северна лига за независност Паданије. Основана је 1991. године као федерација неколико регионалних странака северне (и централно-северне) Италије, од којих је већина изнедрила и проширила део бирачког тела током 1980-их. Северна лига је била главни савезник Берлусконијевим странама, укључујући касније и „Људе слободе”. Политички програм Северне лиге се залаже за трансформацију Италије у федералну државу, фискални федерализам и већу регионалну аутономију, посебно северног региона. Повремено је заговарала и сецесију Севера, који је названа „Паданија”. Северна лига се такође бори за имплементацију строжих правила и закона, како би контрастирала ширењу ислама у Европи. То је у супротности са турским чланством у Европској унији, па се сматра једним од евроскептичних покрета. Такође се истиче борба против илегалне имиграције. Најбољи изборни резултат „Лега норда” био је у 1996, на општим изборима, где је освојио 10,8% гласова. На изборима 2008. године лига је подржала Берлусконијеву десничарску коалицију, помажући им да победи; добила је 8,3% гласова, 60 посланика и 26 сенатора.
У 2009. години, Бепе Грило — бивши комичар, блогер и активиста — оснива покрет „Фајв стар”. Залаже се за директну демократију и слободан приступ интернету, те осуђује корупцију. Програм за М5С такође садржи елементе и левичарског и десничарског популизма и амерички стил либертизма. Странка се сматра популистичком, еколошком, а делимично евроскептичном. Грило сам описује Фајв стар као популистички у природи, током политичког скупа који је одржан у Риму дана 30. октобра 2013. године. У 2013. италијански избори за Фајв стар покрет донели су 25,5% гласова, са 109 посланика и 54 сенатора, чиме постаје главни популистичка и евроскептична партија у ЕУ.

### Латинска Америка
Популизам је био веома важна снага у политичкој историји Латинске Америке, која је утицала на харизматичне лидере још од почетка 20. века, где су аграрни олигарси нестали под утицајем индустријског капитализма, дозвољавајући појаву индустријске буржоазије и активирање урбане радничке класе, која је изазвала појаву реформиста и вишекласне националне политике, која је кружила око харизматичних лидера као што су Априсмо из Перуа, МНР из Боливије, и политички покрет који је кружио око Гетулија Варгаса у Бразилу, Перон из Аргентине, Лазар Карденас из Мексика, Веласко Ибара из Еквадора и остали. Идеолошки латинскоамерички популизам је истицао изградњу нације под ауторитарним вођством као предуслов за технолошку модернизацију, издатом од стране раног утицаја Комтеановог позитивизма. За многе ауторе као што је Бразилац Октавио Јани, популизам би требало разумети као политички савез између настале индустријске буржоазије и нове организоване урбане радне класе, у којој бивши прихватају социјалне реформе ради ових других све док радна класа остане политички подређена у мањој или већој мери ауторитативној држави или неком приватном предузећу. У процесу укључивања „масе” у политички систем, неки марксисти као што је Франциско Вефорт, констатују да је прихваћен од стране најновије урбане радне класе, с обзиром на њихов пређашњи недостатак класне свести.
Упркос покушајима да се идеолошки педигре популизма устали у Латинској Америци, као што је некада покушавано, као нпр. концептом који је преузет од Перонове треће позиције, земље Латинске Америке нису увек имале чисте и доследне политичке идеологије под окриљем популизма. Популистички практичари и покрети у Латиноамерици су се углавном прилагођавали расположењу које је превладавало међу нацијом, померајући спектар идеологије са леве на десну страну неколико пута током свог политичког живота.
Када би популистички покрет ’30-их и ’40-их година 20. века у Латинској Америци имао очигледне фашистичке призвуке који су се базирали на ауторитативној политици, као што је био случај Варгасове диктатуре у Бразилу (1937—1945), или Перонове нескриване симпатије, педесетих година популизам се прилагодио све до највиших нивоа мобилизације радне класе. Дакле, није изненађујуће да је популизам ’60-их година 20. века био повезан углавном са радикалима, левицом, ситном буржоазијом, који су лишили државу неких њених функција као што је принудни апарат за управљање класама, и увели орган за представљање нације као целине. Пример је случај Гулартове владе (1961—1964) у Бразилу. Гуларт је описиван као ватрени популиста, који се истакао углавном реторички и покушао да подстакне да се уз помоћ левице промени програм. Чињеница је да је Гуларт на крају смењен од стране војске, али је у очима неких аутора, као и неки други популисти, био суочен са опасношћу. Били су реформисти у потрази са својим агендама; охрабрили су општу мобилизацију и класни сукоб који нису волели. Стога, популизам је на крају окарактерисан, од стране војних диктатора из ’70-их година, коа „демагогија” и ризик за стабилност и друштвени поредак.
Да „леви” реформисти и националистички популизма нису умрли током војних диктатура ’70-их година — као доказ постоји брз повратак Бразилца Леонела Бризолса у изборну политику, раних ’80-их — другачији би се низ популизма десио након милитаристичке диктаторске ере.
Популизам ’90-их година 20. века; улогу лидера имали су људи као што су Карлос Менем из Аргентине или Фернандо Колор из Бразила, који су се прилагодили неолиберализму и економским променама, остављајући по страни националне реформе и задржавајући потребу за харизматичним политичким лидером, ког подржава маса и који се представља као такав да се интересује за проблеме „обичног човека”. У 1990-им и 2000-им, појавом Уга Чавеза у Венецуели, одбија се да га сматрају популистом — реформисти и националисти у популистичкој Латиноамерици појавили су се са новим шаблонима, како су их називали поједини аутори, којима су привукли сиромашну масу обећавајући им редистрибутивну политику и државу која контролише своје природне ресурсе. Нацрт се већ појавио, али без отворене социјалне реторике и националне политике, која је укључивала и покретање државне рафинерије Петробас, која је била ознака Варгасовог другог мандата (1951—1954) као демократски изабраног председника Бразила, а који га је на крају одвео у смрт.
У неким земљама Латинске Америке, популизам је био фискално подржаван током периода раста који се десио у ’50-им и ’60-им годинама 20. века, током ког су порасле цене нафте и племенитих метала. Политички лидери су могли да окупе присталице међу популарном класом помоћу рестрибутивних програма током овог раста. У другим земљама популизам је био историјски повезан са супротстављеним релативним падом извоза агрикултурних производа са дефицитом потрошње и политике увоза и замене који је био усмерен на развој за домаће маркете и за индустријске робе широке потрошње.
Популизам у Латинској Америци је био понекад критикован звог фискалне политике многих њених лидера, али је био и брањен јер је дозволио историјски слабим земљама да ублаже нереде и постигну донекле мир и стабилност истовремено покрећући индустријализацију великих размера. Због фискалне и финансијске политике популиста, критиковали су их конзервативни економисти и слични политичари, који су у популизму видели нефункционалну субординацију економске политике за постизање политичких циљева. Неки аутори тврде да је популизам дозволио нерадикалним лидерима и партијама да управљају масом, како би их окренули против револуције.
Сматра се да популисти желе да направе реформу система, а не да збаце постојећи. Честим прилагођавањем националном вокабулару и уверљивој реторици, популизам је коришћен да привуче широку масу, док остатак остаје идеолошки неодлучан. Упркос томе, било је изузетака; у 21. веку латиноамерички популистички лидери имали су изузетна, чак углавном реторичка, социјална одступања.
Када популисти заузму чврсту позицију у економији и филозофији — као што је капитализам против социјализма, позиција подстиче јаке емоционалне реакције, о томе како је најбоље управљати садашњом и будућом друштвеном и економском националном позицијом. Током председничких избора 2006. године у Мексику, вођена је велика борба између присталица и противника популизма (кандидат Андреас Мануел Лопез Обрадор).
Професор Максимилијано Корстање је спровео опсежно истраживање на Универзитету Лидс у УК на тему како се популизам развио и консолидовао у Аргентини. Базирајући се на киршнеризам (шп. kirchnerismo) и киршнерите, његов закључак открива да популизам донекле дозвољава праведнију дистрибуцију богаства, али и достаје и доста скупљи за економије. Популистичка економија није успела да стекне довољно поверење на међународном тржишту, док је богатство — од стране елите — враћено у иностранство. Популизам је дужан да се укључи у све демократске институције да спрече неправилности. Резултат овога је да популизам поплочава пут за напредак тоталитарних влада. Ослањајући се на идеологију радикалног покрета, као што је случај киршнерита, има и борбених елемената који отежавају везу са стварношћу. Уколико се не контролише законом, популизам и киршнеризам могу лако да воде ка тероризму. Под неким условима, киршнеризам напредује и каналише личне фрустрације у повезане параноичне поруке, које наводе милитаристе да верују да су део нечега веома важног као што је историјска револуција која може да промени свет. Наговештава да се психолошке фрустрације и популизам неминовно преплићу.

#### Неједнакост
Популизам у латиноамеричким земљама има и економску и идеолошку страну. Популизам се у Латинској Америци бавио проблемима, не конкретно капиталистичко-економским развојем, у позадини врло неједнаког друштва у коме су људи подељени на веома мали број богатих и велики број врло сиромашних људи, чак и у земљи као што је Аргентина где је јака и образована средња класа врло битан део популације. Кључна улога државе као институције у популизму Латинске Америке је да буде посредник између традиционалних елита и људи генерално. Масама сиромашних људи привлачно звучи прича да ће им неко обезбедити основне услове за живот, тако да популисти обећавају толико тражену храну, склониште, запослење, основне социјалне потребе, приходе, али и моћ. Када дођу до политичке моћи, неће увек бити у стању да испуне сва обећања, али скоро увек успевају да обезбеде основне потребе.

#### Америчка политика
Пошто је као један од идеолошких обележја Латинске Америке популизам представљао побољшање и идентификацију са државом, Још један пример може се видети и у Колумбији, конкретно након атентата популистичког вође Хорхеа Елијесера Гаитана априла 1948. године. Гаитан је спровео реформу као и друге популистичке иницијативе, а сматра се да је његово убиство спречило развој популизма у политици саме државе.

#### Популистички социјализам
Популизам је одувек представљао велику снагу за Латинску Америку. Скоро је напредовао под утицајем левице и обећане су далекосежне социјалистичке промене, као оне што су се десиле под Чавезом и у Боливији под Моралесом. Међутим, овај процес су неки видели као контрадикторан јер покушава да помеша традиционално са народним и харизматично владање са доктрином социјализма. У ствари, социјалистичке промене у данашњој Венецуели углавном подразумевају да приходе од резерви нафте дају сиромашнима као неки облик социјалне помоћи, која ће им временом омогућити социјалну трансформацију. За неке ауторе, што се идеологије тиче, Чавезов политички печат представља више враћање традиционалном популистичком национализму и редистрибутивизму. Влада Венецуеле често оптужује САД за покушаје да се Чавез збаци са власти, пошто су подржавали пуч против њега. Чавез је био један од људи који су отворено говорили о спољној политици САД. Упркос свему томе, трговина између земаља је била настављена, због ограничења нафте и близине ових двеју земаља. Као што популистичка традиција сматра људе политичким субјектима, довољно је рећи да — у 21. веку — велики број гласача из Латинске Америке живи у огромном сиромаштву, али је она и даље уточиште за нове популистичке кандидате.
До 2008. године влада је са различитим облицима популизма и неких облика левице, социјалдемократа или демократских социјалиста доминирала у свим земљама Латинске Америке, сем Колумбије, Ел Салвадора и Мексика. Ова политичка смена укључује и развијене земље као што су Аргентина [Фронт победе (енгл. Front of Victory)] и Чиле [Социјална партија (енгл. Socialist Party)], и земље са мањим приходима као што су Боливија [покрети који нагињу ка социјализму] и Парагвај [Патриотско удружење за промене (енгл. Patriotic Alliance for Change)]. Чак је ту и Мексико, који има средње приходе; популистичка кандидаткиња Лопез Обрадор, иако поражена, појавила се као део јаке неопопулистичке реакције. Иако су популистички кандидати били успешнији у сиромашнијим земљама, као што су Боливија (под Моралесом), Еквадор (под Рафаелом Кореом) и Никарагва (под Данијелом Ортегом), коришћењем самониклих покрета популистичке групе су успеле да стекну моћ од боље организованих финансираних укорењених група као што су боливијска Националистичка демократска акција (енгл. Nationalist Democratic Action) и парагвајска Партија Колорадо (енгл. Colorado Party). Земље Латинске Америке са великом стопом сиромаштва, чије владе подржавају релативно популарну пљачкашку приватизацију и проверене економске законе који не доносе социјалне добитке, подложне су великом притиску популистичких политичара и покрета,‍:2–3 уз оптужбе да раде у корист више и средње више класе и да сарађују са страним инвеститорима и раде у њихову корист.

### Мексико
У Мексику, током кандидатуре Андрес Мануел Лопез Обрадор је држао веома емотивне говоре широм земље о политици и како она утиче на идеологију, класе, једнакост, богатство и друштво. Андресово најконтроверзније економско обећање било је да ће проширити месечну помоћ за најугроженије и старије из Мексико Ситија на целу земљу и направити договор о слободној трговини са Северном Америком, како би заштитио најсиромашније.
Владајућа партија у Мексику, Национална партија акције (енгл. National Action Party), представила га је као опасност за стабилност Мексика која је јако тешко постигнута. У критици његових редистрибутнивних обећања која су се односила на стварање новог правног програма нечега што је личило социјално осигурање у САД, али и његове трговинске политике за коју су тврдили да неће моћи да испуни све што је у договору, економска питања између капиталиста и социјалиста постала су огроман део дебате. Фелипе Калдерон, кандидат ПЕН-а, представио је себе не само као носиоца доскорашње економске политике, него и као проактивног кандидата, како би се дистанцирао од критика свога претходника Висентеа Фокса и његових дела. Дезигнирао је себе као „пословног председника” и флоскулама обећао већи буџет земље, већи финансијски раст, међудржавну трговину и уравнотежену државну потрошњу.
Непосредно након тесних избора у којима је изборни суд утврдио да се гласови подударају и прогласио Калдерона за победника, Лопез је показао значајан утицај који је имао на масу, која је заштитни знак популистичких политичара. Повео је велике демонстрације; на тргу је окупио велики број присталица свог покрета. Демонстрације су трајале неколико месеци, и након што изборни суд није успео да нађе доказе који би преокренули резултат, престао са својим радњама.

### Канада
Популистичка политичка идеологија је била веома јака у западној Канади и Кебеку, пошто је промовисана од стране локалне Социјалне кредитне партије (енгл. Social Credit parties) у западним деловима и у Кебеку, те кроз федералну политику кроз Социјалну кредитну партију Канаде (енгл. Social Credit Party of Canadа) и Реформску партију Канаде (енгл. Reform Party of Canada).

### САД
Популистичка мржња према краљевској влади подстакла је Америчку револуцију.
Било је неколико различитих популистичких покрета у Америци. Терминологија је инспирисана од Популистичке партије из ’90-их година 19. века. То је била партија која је обухватала средњозападне и јужне фармере као и неколико радничких синдиката, који су окарактерисали систем као „крађу њиховог мукотрпног рада, ради богаћења неколицине”.
Друге ране популистичке партије у Америци укључују и Партију Гринбек (енгл. Greenback Party), Прогресивну партију из 1912. године коју је преводио Теодор Рузвелт, Прогресивну партија из 1924. године коју је предводио Роберт М. ла Фолет ст. и покрет Делимо наше богатство (енгл. Share Our Wealth) који је предводио Хјуи Лонг од 1933. до 1935. године.
Џорџ Волас који је четири пута био гувернер Алабаме, предводио је популистички покрет који је обухватао пет држава и победио са освојених 13,5% гласова на председничким изборима 1968. године. Кампањом против интелектуалаца и либералних реформатора, Волас је обезбедио велику подршку међу белом радничком класом, која га је подржала у превременим изборима 1972. године.
Популизам наставља бивати једном од сила и у модерној политици Америке, нарочито у изборима 1992. и 1996. године. Медији су последњих година идентификовали бројне популистичке кандидате, А један од њих је и кандидат Независне партије и милијардер Рос Перо који се кандидовао 1996, 2000. и 2004. године, а ту је и Ралф Нејдер који је 2008. године имао велику популистичку подршку. Председнички кандидат Џон Едвардс, који се кандидовао 2004. и 2008. године, имао је слоган „Једна економска заједница, једно заједничко богатство”.
Још од својих почетака, ране 2009. године, Покрет чајанке (енгл. Tea Party movement) користио је популистичку реторику, нарочито на територијама и у државама где су на власти биле демократе.
Име покрета, велики отворени скупови, популистичка реторика и коришћење разних патриотских симбола карактеришу антифедералне покрете ’80-их година 18. века.
У скоријим примерима популистичких покрета, припадници покрета за акцију су користили слоган „Ми смо 99%”. Челници ове организације алудирали су да се оних 1% односи на Американце који су веома богати. Веровали су да тај један проценат креира економску нестабилност и руши мреже социјалне стабилности постигнуте Њу дилом.
Професори политичких наука Џо Лаундес и Доријан Ворен међу онима су који су поставили питање да ли је Вол стрит популистички покрет. Сложили су се да је то био први велики популистички покрет у САД још од 1930. године.
У 2015/16, у председничкој политици истакла су се два популистичка покрета током избора 2016. године. Први, унутар Демократске странке, укључује покрет који је веома популаран међу млађим гласачима који подржавају сенатора Бернија Сандерса. Он позива на револуцију против капиталистичке похлепе и политичке моћи. Као када су популисти крајем 19. века напали милионере, тако је и Сандерс сада напао милијардере, говорећи како се ствара велики јаз између људи који су јако богати и људи и оних који су веома сиромашни. Друга се налази унутар Републиканске странке, и то је национални покрет који подржава Доналда Трампа који је изабран за председника. Привлачи „Средњу Америку” кроз приче о националном поносу, агресивном трговинском политиком. И Сандерс и Трамп су били популисти и против естаблишмента, иако се њихова политичка веровања потпуно разликују.

### Србија
Појава популизма у Србији датира од раних 70-их година 19. века, од популистичког социјализма Светозара Марковића и радикализма Николе Пашића.  Током 20. века, најизразитије се показао Брозов самоуправни социјализам, а након њега Милошевићев,  Дачићев, до популизма Александра Вучића.
Карактеристично за њих је да је то затворени систем који све споља види као непријатељско, због чега се хомогенизација заснива на производњи спољних и унутрашњих сукоба. То изоставља потребу за институцијама или законима, који непотребно спутавају исконске потребе народа које изражава вођа.
Основа реторике популизма обележава префикс: "анти". Она се представља као антиурбана, антимодернизаторска, антимигрантска, антикапиталистичка, антииндивидуалистичка, антиколонијална, антиглобалистичка, антисемитска, анти-нато... Иако представља себе као „анти “, као бунтовни, то је заправо врло чврст поредак, ауторитаран у својој суштини. Гута све пред собом, на све примењује своје „веровање”. Он поништава институције, гази законе, мења колективно памћење, конструише нови идентитет нације, задире у сферу приватности њених грађана.

### Чланци
- Ferkiss, Victor C. (1957). „Populist Influences on American Fascism”. Western Political Quarterly. 10 (2): 350—73. S2CID 154969641. doi:10.1177/106591295701000208.